# Flins-sur-Seine
Flins-sur-Seine es una comuna francesa situada en el departamento de Yvelines, en la región de Isla de Francia. Se sitúa en el centro-norte del país y a aproximadamente 35 kilómetros al noroeste de la capital París.

## Demografía
| 1174 | 1423 | 1805 | 1776 | 2130 | 2207 | 2389 | 2381 | 2428 | 2436 |
| Para los censos de 1962 a 1999 la población legal corresponde a la población sin duplicidades (Fuente: INSEE [Consultar]) |      |      |      |      |      |      |      |      |      |